# Улинівка
Ули́нівка — село в Україні, у Козельщинській селищній громаді Кременчуцького району Полтавської області. Населення становить 264 осіб. До 2017 орган місцевого самоврядування — Мальцівська сільська рада.

## Історія
Заселення цього краю почалося ще у XVIII столітті.
У 1905 році в Улинівці відбувся виступ селян на чолі з Остапом Головком, у якому взяли участь і селяни навколишніх хуторів. На межі Козельщинського та Кобеляцького районів (нині немає) за хутором Пищити, біля Дерев'янківської балки, землевласниця Щурійка спільно із земством побудувала початкову земську школу. 
Радянську владу встановлено в січні 1918 року. В 20-х роках утворили Улинівську сільську раду. 
У період колективізації в Улинівці та хуторі Педаї утворено артіль "Дніпрова хвиля". На інших улинівських хуторах (Кишки, Наріжні, Темченки) - "Червона граната". Невдовзі обидві артілі об'єднали в колгосп "Червона хвиля".
Дуже вплинув на населення голодомор. В Улинівській сільській раді померло 84 душ.
Під час визволення від фашистів загинуло 8 воїнів.
у 1957 році встановлено пам'ятник воїнам загиблим при обороні села.
12 червня 2020 року, відповідно до розпорядження Кабінету Міністрів України № 721-р «Про визначення адміністративних центрів та затвердження територій територіальних громад Полтавської області», село увійшло до складу Козельщинської селищної громади.
19 липня 2020 року, в результаті адміністративно - територіальної реформи та ліквідації Козельщинського району, село увійшло до складу новоутвореного Кременчуцького району.

## Географія
Село Улинівка знаходиться на відстані 1 км від села Сухий Кобелячок. Селом протікає пересихаючий струмок з загатою.

## Археологія
- За 1,2 км на північ від села знаходиться курганний могильник і складається з майдану та трьох курганів.

- Майдан складається з кільцевого валу висотою 2,0-2,5 м, діаметром 40-45 м і котловану по центру глибиною близько 3 м та діаметром до 25 м.

- За 50-60 м на північний захід від майдану знаходиться курган висотою 0,5 та діаметром близько 20 м.

- Другий курган висотою 0,3 м і діаметром 10 м знаходиться за 0,1 км на схід від майдану.

- Третій курган висотою близько 1,0м і діаметром понад 20 м знаходиться за 0,25 км на захід від майдану.